# Хамел
За насељена места у Француској (Hamel), погледај Амел.
Хамел или правилније 15-{cm Schwere Panzerhaubitze auf Geschutzwagen III/IV (Sf)
Hummel Sd. Kfz.}- 165 (тешка самоходна хаубица) је Немачка самоходна хаубица Другог светског рата. Створена је на основу искустава стечених приликом Барбаросе у жељи да се Вермахтовим трупама пружи адекватна мобилна артиљерија. Произвођен од краја 1942. до 1944. године у Алкет/Рајнметал-Борсиг концерну представља једну од најмоћнијих самоходних хаубица Другог светског рата.

## Развој
Из искуства стеченог на возилу Штуг III који са својим краткоцевним топом калибра 75 mm није могао у потпуности да пружи адекватну мобилну подршку пешадији предложено је да се на основи тенка Панцер  створи нова самохотка са топом од 105 mm. Међутим предлог је одбачен и коришћена је јача и већа основа тенка Панцер , а и топ је замењен, уместо топа леФХ17 намонтиран је топ сФХ 18/1 без кочница, па је тако „рођен“ Хамел. Име возила значи „бумбар“. Тај епитет је добијен због крупног возила, велике силуете са јаким топом.
Првобитна алокација муниције у самом возилу је била мала, па је произвођен и Муниционстегер Хамел упоредо са самим Хамелом. До краја рата произведено је око 150 оваквих возила, а укупно око 750 Хамела.
Возило је имало горњи део са завареним оклопним плочама док је кров био отворен (постојала је церада за заштиту возила од временских услова и возило је могло ограничено да дејствује са превученом церадом). Посада је имала у бојевом комплету један митраљез МГ-34 или МГ-42 за случај непосредне опасности возила.

## Борбена употреба
Први пут је Хамел учествовао у борби током битке код Курска. Око 100 возила је тада било распоређено у мобилне артиљеријске батерије. Након тога возило је коришћено до краја рата а један мањи број су заплениле Руске снаге у Мађарској 1945. после капитулације Трећег рајха.